# 諸国の人々
諸国の人々 - トリオによるソナードとサンフォニー組曲集 (しょこくのひとびと - トリオによるソナードとサンフォニーくみきょくしゅう、仏: Les Nations - Sonades et suites de simphonies en trio)は、フランスの作曲家、フランソワ・クープランが1726年に作曲した室内楽のための組曲集である。

## 編成
高音楽器2 (ヴァイオリンで演奏される)、チェロ (あるいはガンバ)、通奏低音

## 楽曲構成
作品は各地域の人種を冠した4つの組曲 (オルドル)からなり、それぞれクープランが過去に作曲したトリオ・ソナタに基づいている。

### フランス人
第1組曲の「フランス人」は、トリオ・ソナタ「少女」に基づいている。
1. ソナタ
2. アルマンド
3. クーラント第1番
4. クーラント第2番
5. サラバンド
6. ジグ
7. シャコンヌとパッサカリア
8. ガヴォット
9. メヌエット

### スペイン人
第2組曲の「スペイン人」は、トリオ・ソナタ「幻影」に基づいている。
1. ソナタ
2. アルマンド
3. クーラント第1番
4. クーラント第2番
5. サラバンド
6. ジグ・ルール
7. ガヴォット
8. ロンド
9. ブーレ
10. パッサカリア

### 神聖ローマ帝国人
第3組曲の「神聖ローマ帝国人」は、トリオ・ソナタ「病み上がり」に基づいている。
1. ソナタ
2. アルマンド
3. クーラント第1番
4. クーラント第2番
5. サラバンド
6. ブーレ
7. ジグ
8. ロンド
9. シャコンヌ
10. メヌエット

### ピエモンテ人
第4組曲の「ピエモンテ人」は、トリオ・ソナタ「アストレ」に基づいている。
1. ソナタ
2. アルマンド
3. クーラント第1番
4. クーラント第2番
5. サラバンド
6. ロンド
7. ジグ